# مدرسة فونتينبلو

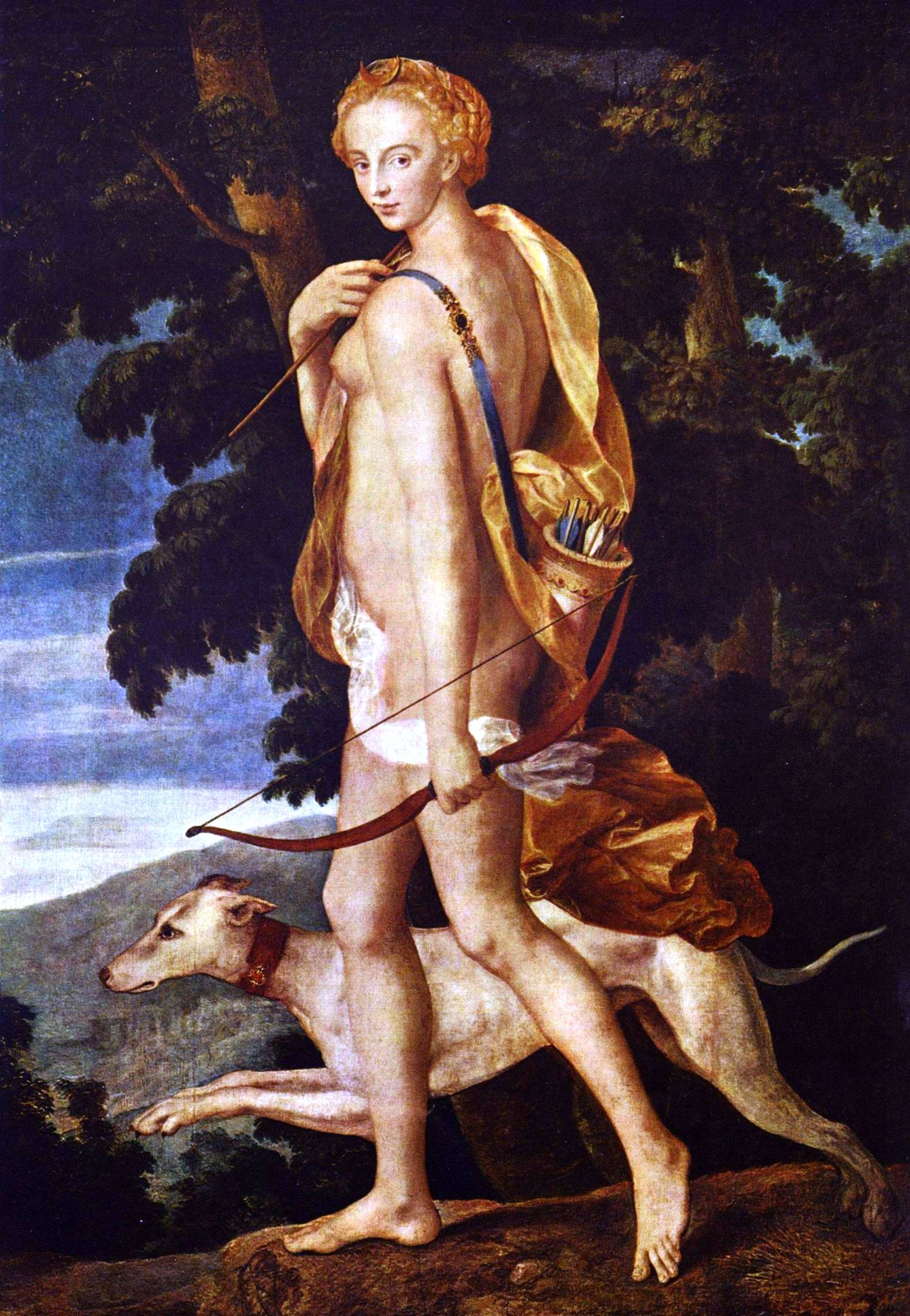
"الصيادة ديان" مدرسة فونتينبلو (1550-60) (اللوفر)

مدرسة فونتينبلو ( تقريبًا 1530 - 1610) تشير إلى فترتين من الإنتاج الفني في فرنسا خلال أواخر عصر النهضة وتتمحور حول قصر فونتينبلو الملكي الذي كان حاسمًا في تشكيل النسخة الفرنسية من الأسلوبية الشمالية.